# Balneologie
Die Balneologie (über lateinisch balneum, „Bad“, von griechisch βαλανεῖον (balaneion) „Bad, Badeanstalt“, und -logie) oder Bäderheilkunde ist die Lehre von der therapeutischen Anwendung natürlicher Heilquellen, Heilgase und Peloide in Form von Bädern, Trinkkuren und Inhalationen. Zur Balneologie gehören die Balneotherapie (Bädertherapie, Badekuren), die Balneotechnik, die Balneochemie (Hydrochemie) und die Balneophysik. Die Lehre von den Heilquellen wurde Pegologie genannt.

## Geschichte
Bereits der griechische, in Rom wirkende Arzt Asklepiades von Prusa trat im 1. Jahrhundert v. Chr. für Wasseranwendungen mit kaltem bzw. warmem Wasser zur vorbeugenden und therapeutischen Behandlung verschiedener Erkrankungen ein. Nach den ersten im deutschsprachigen Raum ab etwa 1500 erschienenen Schriften zum Bäderwesen (so zum Beispiel Von des Bades Pfäfers Tugenden von Paracelsus aus dem Jahr 1535 und dem ersten balneologischen Spezialtraktat der Weltliteratur Buch von alten Schäden aus der Mitte des 15. Jahrhunderts) prägte vor allem der deutsche Botaniker und Mediziner Tabernaemontanus ab 1581 die Grundlagen der Balneologie mit seinem umfangreichen Werk Neuw Wasserschatz. Als Begründer der Balneologie in Schlesien gilt der auch als Botaniker bedeutende Caspar Schwenckfeld (1563–1609), als Begründer der wissenschaftlichen Balneologie Emil Osann. In Österreich war Johann von Oppolzer einer der ersten führenden Vertreter dieser Lehre.

## Balneotherapie
Die Balneotherapie (Anwendung von Badekuren) beschäftigt sich mit der therapeutischen Behandlungsform von Wasser aus Heilquellen insbesondere mit höherem Gehalt von gelösten Stoffen, z. B. an Mineralstoffen wie Kohlendioxid, Kohlensäure, Schwefelwasserstoff und radioaktiven Stoffen. Der Unterschied zu Anwendungen mit Leitungswasser wie z. B. bei Kneippkuren und generell der Hydrotherapie liegt im höheren Gehalt der im  juvenilen Wasser gelösten Stoffe. Neben medizinischen Bädern gehören zur Balneotherapie auch innere Anwendungen wie Trinkkuren und Inhalationen.

Heilwässer müssen gelöste Stoffe (anorganische Stoffe und deren Ionen) in einer Konzentration von mindestens 1 g/kg enthalten.
Eine spezielle Form der Balneotherapie ist die Thalasso-Therapie.
Bei den Bädern unterscheidet man Voll-, Sitz- und Teilbäder sowie Inhalationsbäder (Dampfbäder). Es gibt fünf Temperaturstufen: kalte, halbkalte, lauwarme, warme und heiße Bäder. Die Maximaltemperatur beträgt 40 Grad Celsius. Das Heilwasser wirkt bei warmen und heißen Bädern durch Wärme, durch physikalische und chemische Einflüsse der Zusätze aus dem Heilmittelbereich.
Ein Nutzen der Bäder: Der Auftrieb durch das Wasser soll Muskeln und Gelenke erheblich entlasten, so dass Bewegungen wieder durchgeführt werden können, die dem Patienten auf dem Trockenen auf Grund von Körpergewicht und Schmerzen nahezu unmöglich sind. Außerdem wirkt warmes Wasser generell positiv auf das vegetative Nervensystem und dadurch auch schmerzlindernd bei verschiedenen Symptomen. Thermische Reize werden auch eingesetzt, um Stoffwechsel und Immunsystem anzuregen.
Eine Alternative zu Bädern sind Schlammpackungen (etwa Fango und Parafango in der Peloidtherapie).
Bei den zu den Brunnenkuren gezählten Badekuren können angewendet werden:
- Wildbäder oder Thermen
- Kochsalzwasser
- Schwefelwasser
- Seebäder
- Moorbäder und Schlammbäder.

Medizinische Bäder werden vor allem in Kureinrichtungen der Kurorte angeboten. Sie gehören jedoch auch zu den Behandlungen der Physiotherapie.
In der Regel werden diese Bäder ärztlich verordnet und sind Teil eines umfassenden Behandlungsplanes, zum Beispiel während einer Kur. Besonders häufig werden sie bei rheumatischen Erkrankungen eingesetzt.
Zu den Methoden der medizinischen Bäder gehören das Kräuterbad, das künstliche Moorbad, die Anwendung von Badezusätzen (unter anderem Abkochungen von Fichten- oder Kiefernnadeln, gerbstoffhaltige Bäder, Kleienbäder und Kohlensäurebad), Mutterlaugen- und Solbäder sowie Salzbäder.
Die heute wichtigsten medizinischen Bäder sind:
- Bewegungsbad: Beim Bewegungsbad wird der Auftrieb des Wassers genutzt, um die Muskeln zu trainieren und den Kreislauf anzuregen. Indikationen sind u. a. Arthritis, Osteoporose und Haltungsanomalien. Das Wasser ist dabei lauwarm bis warm.
- Moorbad: Moorbäder sind Voll- oder Teilbäder mit Badetorf. Da Torf die Wärme nur sehr langsam abgibt – im Gegensatz zu Wasser –, sind hiermit so genannte Überwärmungsbäder möglich.[16]
- Kohlensäurebad: Bäder in Kohlendioxid-haltigem Wasser fördern die Durchblutung und regen den Kreislauf an. Lauwarme Kohlensäurebäder senken den Blutdruck und entlasten das Herz.[17]
- Sauerstoffbad: Sauerstoff wird dem Wasser während des Bades direkt zugeführt; es handelt sich um ein warmes Sprudelbad, das die Durchblutung anregt.
- Solebad: Das Solebad enthält bis zu sechs Prozent Salze. Salzwasser wird in der Rheumatherapie eingesetzt, aber auch bei verschiedenen Hauterkrankungen, Stoffwechselstörungen und gynäkologischen Krankheiten.
- Schwefelbad: Bad in einem Schwefelwasserstoff-haltigen Wasser, es soll die Durchblutung fördern und antibakteriell wirken. Indikationen sind zum Beispiel Psoriasis, Neurodermitis und chronische Ekzeme.[18]
- Jodbad: Bad in einem Jodid-haltigen Wasser, Jodide werden durch die Haut resorbiert. Indikationen sind Furunkulose, Schweißdrüsenabszess, Arteriosklerose.
- Kleie- und Malzbad: Das Kleie- und Malzbad kann zur Reizstillung bei juckenden Hautkrankheiten beitragen.
- Eichenrindenbad: Die in Eichenrinde enthaltene Gerbsäure bessert nässende Hautveränderungen.
- Inhalationsbad: Beim Inhalationsbad werden dem etwa 37 °C warmen Wasser ätherische Öle zugesetzt. Wird bei Erkrankungen der Atemwege eingesetzt.
- Fichtennadelbad: Die aromatischen Öle aus Fichtennadeln lindern nervöse Störungen und Schlaflosigkeit und unterstützen die Rekonvaleszenz.
- Stangerbad: Bei diesem speziellen Bad wird ein geringer elektrischer Strom von 200–600 mA im Wasser erzeugt, der als leichtes Kribbeln spürbar wird. Diese Behandlung soll positiv auf die Muskulatur und schmerzlindernd bei Neuralgien und Rheuma wirken.

## Balneotechnik
Die Balneotechnik ist die Lehre von der sachgerechten technischen Behandlung (Lagerung, Leitung, Speicherung, Temperierung) der balneologischen Heilmittel. Die Balneotechnik umfasst auch die technische Gestaltung von Badewannen, Gasbädern, Trinkheilwasserausgabeeinrichtungen sowie die Inhalationstechnik (Inhalationsbehandlung) und die Herstellung von Peloidpackungen.

## Balneochemie
Die Balneochemie (Bäderchemie) beschäftigt sich mit der chemischen Zusammensetzung von Heilwässern und deren Wirkung auf den Organismus. Als Übersichtsdarstellung der Wirkung der Mineralwässer wurden im, von der Vereinigung der Bäder- und Klimakunde herausgegebenen, Deutschen Bäderbuch die chemischen Charakteristiken der Mineralwässer der Mineralbäder gegen die Anwendungen in den Mineralbädern aufgelistet.

## Forschung
Zur wissenschaftlichen Erforschung des Bäder- und Kurwesens, für klinische Tests und Studien und zur Beratung für Kureinrichtungen unterhielt der Freistaat Sachsen bis Ende 2006 in Bad Elster im Vogtland das einzige staatliche Forschungsinstitut für Balneologie in der Bundesrepublik. In dem Institut, das dem sächsischen Ministerium für Soziales in Dresden zugeordnet war, arbeiteten Ärzte, Psychologen, Therapeuten, Ökonomen und Sozialberufe fachübergreifend.
In der Zeit des Nationalsozialismus wurde u. a. auch an der Universität Gießen ein Lehrstuhl für Balneologie vorgehalten, auf welchen 1943 Arthur Weber berufen wurde. Nachfolger waren Victor Rudolf Ott und Klaus Louis Schmidt.
Die Schlesische Friedrich-Wilhelms-Universität in Breslau hielt ebenfalls einen Lehrstuhl für Balneologie vor, auf den 1935 der Neurologe Heinricht Vogt berufen wurde.
An der TU München gibt es seit 1951 ein Institut für Wasserchemie und Chemische Balneologie. Daneben gibt es einige (vorwiegend kommunal finanzierte) kleine Institute in Kurorten, so in Bad Wildungen und Bad Füssing.

## Ärztliche Qualifikation
Balneologie und Medizinische Klimatologie ist mit der Muster-Weiterbildungsordnung der Bundesärztekammer von 2018 als Zusatz-Weiterbildung für Ärzte anerkannt worden. Unter Umständen darf die Bezeichnung Badearzt oder Kurarzt geführt werden. Die Umsetzung der Weiterbildungsordnung liegt bei den Landesärztekammern.

## Historische Quellen
- Johann Jakob Huggelin: Von heilsamen Baedern des Teutschlands. Mühlhausen 1559.
- Karl Otto Jakob Ewich Rationelle Balneologie – Praktisches Handbuch über die vorzüglichsten Heilquellen und Curorte: für Aerzte und Badereisende. Verlag August Hirschwald, Berlin 1862.
- Archiv fuer Balneologie. Band 1 (Google eBook), Hofrat Dr. Spengler, Verlag der J.H. Heuser’schen Buchhandlung, Neuwied 1862.
- Bernhard Maximilian Lersch: Geschichte der Balneologie, Hydroposie und Pegologie, oder Der Gebrauch des Wassers zu religiösen, diätetischen und medicinischen Zwecken. Ein Beitrag zur Geschichte des Cultus und der Medicin. Würzburg 1863.
- F. Baumann (Bearb.), Th. Valentiner (Red.): Handbuch der allgemeinen und speciellen Balneotherapie. 2. Auflage. G. Reimer, Berlin 1876 (Digitalisierte Ausgabe der Universitäts- und Landesbibliothek Düsseldorf).
- Hermann Helfft: Handbuch der Balneotherapie : practischer Leitfaden bei Verordnung der Mineralquellen, Molken, Seebäder, climatischen Kurorte etc. 4. Auflage. Hirschwald, Berlin 1859 (Digitalisierte Ausgabe).
- Robert Flechsig: Handbuch der Balneotherapie für practische Ärzte. Zweite, umgearbeitete Auflage. Verlag August Hirschwald, Berlin 1892.
- Eduard Bäumer: Die Geschichte des Badewesens. Breslau 1903.
- Julian Marcuse: Bäder und Badewesen in Vergangenheit und Gegenwart. Eine kulturhistorische Studie. Enke, Stuttgart 1903.